# Джессіка Зихович
Д-р Джессіка Зихович (Dr. Jessica Zychowicz) — докторка славістики. З травня 2021 року очолює Представництво Інституту міжнародної освіти в Україні та офіс Програми імені Фулбрайта.

## Життєпис
Про свою сім'ю Джессіка розповідає так: 
«Сама я походжу із середнього класу, моя мама, медсестра швидкої допомоги, завжди працювала повну зміну. Вона працювала в Лос-Анджелесі під час масових заворушень, тому бачила багато насилля і крові. Вона виховувала двох дітей, потім чотирьох… Мій тато теж працював повний робочий день на підприємстві, пов'язаному зі здоров'ям і фітнесом. Тож доки я росла, я ніколи не чекала, що мама випере за мене чи зробить щось для мене, бо вона працювала в нічні зміни, і обоє моїх батьків брали на себе різні гендерні ролі».
Про рішення приїхати в Україну Джессіка згадує: 
«Це був 2003 рік, завершення мого бакалаврату. Я збиралася випускатися з Каліфорнійського університету Берклі. Ще з часів Помаранчевої революції ми, студентство, стежили за подіями в далекій Україні. Я із сім'ї польського походження, тому вже мала інтерес до Східної Європи. Я хотіла дізнатися, що ж відбувається в тій частині світу, і вирішила приєднатися до Корпусу миру. На той час мені виповнилося 22 і для мене це була чудова можливість здобути вчительський досвід та вивчити нову мову. Я мала диплом з англійської літератури, а в Україні був попит на вчителів англійської. Отож для мене це спрацювало ідеально. Я мала змогу приїхати в Україну й отримати досвід життя в Україні, вивчити українську. І водночас я вчилася бути вчителькою».
Ступінь здобула в Університеті Мічигану, США (Ph.D. in Slavic Languages), постдокторська дослідниця у Канадському інституті українських студій Університету Альберти в Едмонтоні. Фулбрайтівська дослідниця, стипендіатка програми U.S. Scholar Program 2017—2018, американська дослідниця гендерної тематики й регіону Східна Європа, літератури й мистецтва, транснаціонального фемінізму
На кафедрі соціології Національного університету «Києво-Могилянська академія» працювала над дослідницьким проєктом про роль жінок у розвитку й становленні кібернетики «Lifting the Digital Iron Curtain: A Social and Cultural History of the Red Web». Антропологиня, перекладачка, громадська активістка.
У 2020 році Toronto University Press опублікувало монографію-дослідження Джесіки Зихович «Superfluous Women: Feminism, Art, and Revolution in 21st-Century Ukraine» («Зайві жінки. Мистецтво, активізм і фемінізм в Україні 21 ст.»), у якій авторка уклала у цілісний наратив історію розвитку українського мистецтва, фемінізму й квір-активізму після розпаду Радянського Союзу.
Спільні пошуки шляхів розв'язання проблем, з якими зіткнулась світова освітянська спільнота, під орудою Джесіки Зихович на посаді директора Представництва Інституту міжнародної освіти в Україні та офісу Програми імені Фулбрайта ґрунтуватимуться на обміні дослідженнями й ідеями, які пропагує та уможливлює міжнародна освіта.

## Вибрані праці на гендерну тематику
- Jessica Zychowicz. Superfluous women : art, feminism, and revolution in twenty-first-century Ukraine. — Toronto : University of Toronto Press, 2020. — 424 с. — ISBN 9781487513757. — DOI:10.3138/9781487513740.
- Зихович, Джессіка. Ми, аутсайдерки: Вірджинія Вульф і фемінізм у глобальній перспективі // Korydor, 5 лютого 2019 року: Посилання
- Zychowicz, Jessica. What About the Drone? Ukraine Hosts Most Successful LGBTQ Event in the Nation's History, but Not Without New Challenges // Forum for Ukrainian Studies, 2019: Посилання
- Zychowicz, Jessica. Performing Protest: Femen, Nation, and the Marketing of Resistance // Krytyka, 2015: Посилання
- Зихович Джессіка, Чермалих Наталія. Погляд на глобальні протестні рухи з американсько-української перспективи: від FEMEN до Occupy // Журнал «Я» — 2013. — № 33: Гендер і глобалізація:Посилання
- Zychowicz, Jessica. Two Bad Words: FEMEN & Feminism in Independent Ukraine // Anthropology of East Europe Review. — 2011. — Vol. 29. — № 2. — Р. 215—227.Посилання

## Вибрані лекції
- Лекція Джесіки Зихович про українське феміністичне мистецтво на YouTube ПінчукАртЦентр, публічна програма до виставки «Свій простір», 2019 рік
- Проти форми: композиція, засоби і сексуальне насильство в роботі Бруно Шульца і Нікіти Кадана. Музей сучасного мистецтва Одеси
- Revolution and art in 21st-centure Ukraine. Canadian Institute of Ukrainian Studies на YouTube
- Re-Thinking Cultural Institutions in Ukraine: New Media, Museums, and Activism(s). Danyliw Seminar, Оттава, Канада, 2016 рік